# Velódromo de Tirador
Das Velódromo de Tirador (katalanisch Velòdrom del Tirador or Velòdrom de Tirador), auch als Tirador bekannt, ist eine offene Radrennbahn in Palma (Mallorca, Balearen, Spanien), die zwischen 1903 und 1973 betrieben wurde. Bis zum Bau des Velodroms von Anoeta (San Sebastián) im Jahr 1965 war es sechs Jahrzehnte lang die Referenzradrennbahn in Spanien. Der Tirador war einer der vier existierenden Radrennbahnen in Spanien und die zwölfte in der Welt. Er ist der vierte der Stadt. Danach folgte das Son Espanyolet Velodrome (1893–1911), dann das aktuelle Son Moix Velodrome (1987) und schließlich die Palma Arena (2007).
Der Weg konnte dank des Einsatzes verschiedener Gruppen, die sich für seinen Erhalt einsetzen, wie der Associació de Veïns des Fortí und Bürgerinitiativen, vor dem Verschwinden bewahrt werden. Insbesondere die Initiative des Forschers Manuel García Gargallo setzte sich für seinen Erhalt ein und betonte seinen historischen und kulturellen Wert. Dies veranlasste die Stadtverwaltung von Palma, die ursprünglich geplant hatte, ihn abzureißen, um einen Park zu errichten, ihn nun für denselben Zweck zu sanieren.
Seit 2015 befindet es sich im Besitz der Gemeinde und seine Sanierung ist geplant, obwohl es in den letzten Jahren einen Prozess der Aufgabe und des fortschreitenden Abbaus durchlaufen hat. Es wird derzeit als denkmalgeschütztes Element aufgeführt, das seit 2021 vom Stadtrat von Palma geschützt wird.

## Beschreibung
Vor dem Bau des Velodroms war dieser Ort seit dem 14. Jahrhundert im Besitz der Kämmlers Zunft und war der Ort, an dem die Kleidung gewaschen, gespannt und getrocknet wurde. Es verdankt seinen Namen dem Prozess des Dehnens der Stoffe (tirar ist alt katalanisch für 'dehnen' und tirador 'Ort, an dem man dehnt').
Die Bahn von Tirador hat Seil 333,33 m und 6 m breit, mit zwei fester Zementkante (Einfassungen Ost und West) und Tribüne auf jeder Seite Gerade : Main (Nord) und General (Süd) mit einer Kapazität für ca. 2.000 Zuschauer. Aufgrund der verlängerten Beschaffenheit des von Veloz Sport Balear erworbenen Landes ist die Ellipse der Strecke länger als normal, um sich an den Umfang der Farm anzupassen: Ihre geraden Linien haben eine längere Strecke und ihre Neigung ist geschlossener als normal und eher geneigt, seine scharfe Krümmung auszugleichen. Folglich hat der zentrale Raum eine ungefähre Fläche von 110 mal 33,3 m.
In 1918 fügte der Architekt Gaspar Bennazar ein angrenzendes Gebäude dem kantonförmigen Gebäude hinzu, es Xalet (das Chalet) genannt wurde, eine bedeckte Haupttribüne, die diente von Cafeteria und Terrasse für die Mitglieder und so angeordnet, dass es eine privilegierte Perspektive auf die dort umstrittenen Fahrradtests bot. In den siebziger Jahren wurde es renoviert, um das soziale Veloz Sport Balear unterzubringen.
Seit seiner Schließung im Jahr 1973 hat die Arbeit als Ganzes (Bahn, Tribüne und Chalet) nach und nach abgebaut. Trotzdem hat die Qualität der Konstruktion es nur oberflächlich gemacht und dass die gesamte Struktur intakt bleibt. Zu Beginn der 90er Jahre wurde eine Straße eröffnet, die die Mauer und einen Teil der Eingangsgärten vor sich ließ, den Rest des Komplexes jedoch nicht beeinträchtigte.

## Eigenkapitalwert
Das Tirador-Velodrome ist die älteste Radrennbahn in Spanien. Es folgt der Campos velodrome (1935) und weiter die Spuren von Tortosa (1943) und Mataró (1948). Es ist derzeit der älteste Sportort, der auf Mallorca erhalten ist.
Weltweit ist es die zwölftälteste Radrennbahn der Welt, die nur von vier Velodromen im Königreich (gebaut zwischen 1877 und 1900), sechs aus Frankreich (zwischen 1884 und 1897) und einer aus Ungarn (1896) übertroffen wird. Sie sind alle in Gebrauch und wurden daher für ihre Nutzung in unterschiedlichem Maße modernisiert. Stattdessen ist Shooter fast so erhalten, als es 1903 eingeweiht wurde.